# Mara Berni
Mara Berni — née le 12 juin 1932 à Brunate (Lombardie) — est une actrice italienne.

## Biographie
Conformément aux souhaits de ses parents, elle fait ses débuts, enfant, dans la Compagnia dei piccoli dirigée par Wanda Petrini, tout en suivant les cours de l'actrice âgée Teresa Franchini. Après avoir terminé ses études, elle étudie la danse et le piano et fait ses débuts en tant que présentatrice et animatrice à la télévision.
Blonde, ronde et dotée d'une beauté fraîche et sensuelle, Mara Berni a participé à une quarantaine de films réalisés entre les années 1950 et 1960, principalement dans le genre burlesque, aux côtés de grands noms comme Alberto Sordi dans Bonsoir Maître (1955), Le Moraliste (1959), tous deux de Giorgio Bianchi, et L'Agent (1960) de Luigi Zampa, ou Totò dans Totò, Peppino et la Douceur de vivre (1961) de Sergio Corbucci.
Douée de grâce et d'aisance, elle est souvent reléguée au rôle de femme fatale, même dans des rôles comiques, et on peut dire qu'elle n'a pas été exploitée au mieux de ses capacités. À partir du milieu des années 1960, elle abandonne l'écran, mais travaille occasionnellement pour la télévision, aussi bien dans des feuilletons adaptés d'œuvres littéraires, comme lorsqu'elle joue le rôle bref mais intense de la mère de Cecilia dans Les Fiancés (it) (1967) de Sandro Bolchi, ou dans des émissions de variétés (un hommage est rendu à sa beauté lorsqu'elle est choisie pour jouer le rôle de la déesse Vénus dans le spectacle musical Biblioteca di Studio Uno d'Antonello Falqui, avec le Quartetto Cetra, dans l'épisode consacré à l'Odyssée) jusqu'à la fin des années 80. Berni a également accepté de temps à autre de faire des apparitions dans des épisodes de séries.
Mariée en secondes noces en octobre 1989 au riche industriel pakistanais Tarik Mamoud Rana (dont elle a eu une fille en 1990, à l'âge de 58 ans, qu'elle élève dans la religion musulmane), elle vit actuellement entre Los Angeles et l'Italie.

## Filmographie

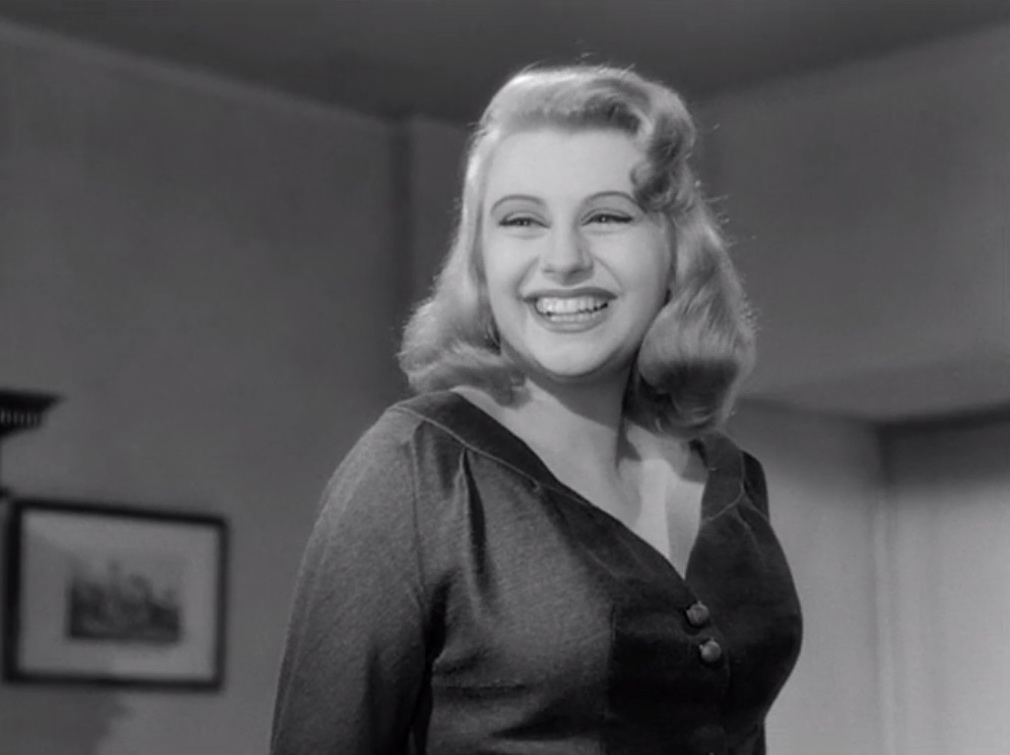
Mara Berni dans Accadde al commissariato (1954).

### Cinéma
- 1952 : La Traite des blanches (La tratta delle bianche) de Luigi Comencini
- 1953 : Fermi tutti... arrivo io! de Sergio Grieco
- 1953 : Anni facili de Luigi Zampa
- 1953 : L'Amour à la ville (L'amore in città), segment Les Italiens se retournent (Gli italiani si voltano) d'Alberto Lattuada
- 1954 : Le Maître de Don Juan (Il maestro di Don Giovanni) de Milton Krims
- 1954 : Accadde al commissariato de Giorgio Simonelli
- 1954 : La Pensionnaire (La spiaggia) d'Alberto Lattuada
- 1954 : Le Séducteur (Il seduttore) de Franco Rossi
- 1955 : Bonsoir Maître (Buonanotte... avvocato!) de Giorgio Bianchi
- 1955 : Accadde al penitenziario (it) de Giorgio Bianchi
- 1955 : Non scherzare con le donne de Giuseppe Bennati
- 1956 : Touchez pas aux bijoux (es) (El expreso de Andalucía) de Francisco Rovira Beleta
- 1956 : La grande ombra (it) de Claudio Gora
- 1958 : Il segreto delle rose d'Albino Principe (it)
- 1959 : Les Tripes au soleil (Questione di pelle) de Claude Bernard-Aubert
- 1959 : Le Moraliste (Il moralista) de Giorgio Bianchi
- 1959 : Le donne ci tengono assai d'Antonio Amendola
- 1959 : Pousse pas grand-père dans les orties (Juke box - Urli d'amore) de Mauro Morassi
- 1959 : Il terribile Teodoro (it) de Roberto Bianchi Montero
- 1960 : Les Cosaques (I cosacchi) de Viktor Tourjansky et Giorgio Venturini
- 1960 : Ces sacrées Romaines (I baccanali di Tiberio) de Giorgio Simonelli
- 1960 : L'Agent (Il vigile) de Luigi Zampa
- 1960 : Spade senza bandiera (it) de Carlo Veo
- 1961 : Totò, Peppino et la Douceur de vivre (Totò, Peppino e... la dolce vita) de Sergio Corbucci
- 1961 : Samson contre Hercule (Sansone) de Gianfranco Parolini
- 1961 : Gli scontenti (it) de Giuseppe Lipartiti
- 1961 : Les starlettes dévoilent leurs secrets (it) (Maurizio, Peppino e le indossatrici) de Filippo Walter Ratti
- 1961 : Opération dans l'ombre (Armas contra la ley) de Ricardo Blasco
- 1962 : Les Trois Ennemis (I tre nemici) de Giorgio Simonelli
- 1963 : Les Heures de l'amour (Le ore dell'amore) de Luciano Salce
- 1962 : Maciste à la cour du Cheik (Maciste contro lo sceicco) de Domenico Paolella
- 1962 : Hercule se déchaîne (La furia di Ercole) de Gianfranco Parolini
- 1968 : Assassino senza volto (it) d'Angelo Dorigo
- 1968 : Giorni di sangue de Lorenzo Gicca Palli

### Télévision
- 1962 : I Giacobini d'Edmo Fenoglio (it)